# Mercantile Credit Centenary Trophy
Il Mercantile Credit Centenary Trophy (Trofeo del centenario Mercantile Credit), così denominato perché sponsorizzato dalla società Mercantile Credit, è stata una competizione calcistica inglese organizzata dalla Football League nel 1988 per celebrare i 100 anni di attività.
Fu giocata con la formula ad eliminazione diretta tra le formazioni che avevano concluso ai primi 8 posti la stagione 1987-88 in First Division, durante le prime settimane della stagione successiva. Fu la seconda competizione organizzata per celebrare il centenario della Football League, dopo il Torneo del centenario giocato in aprile. Anche in questo caso però, le presenze allo stadio delusero in parte le aspettative degli organizzatori.

## Formula
Al termine della stagione 1987-88 della First Division, le prime otto squadre classificate furono:
- Arsenal
- Everton
- Liverpool
- Manchester Utd
- Newcastle Utd
- Nottingham Forest
- QPR
- Wimbledon FC

Queste formazioni furono invitate a giocare, tra settembre e ottobre del 1988, il Mercantile Credit Centenary Trophy, affrontandosi in partite ad eliminazione diretta, ricalcando la formula del Torneo del centenario. La finale fu giocata il 9 ottobre 1988 al Villa Park di Birmingham tra Arsenal e Manchester United, e terminò con la vittoria dei gunners per 2-1, grazie alle reti di Paul Vincent Davis e Michael Thomas, a cui rispose per i red devils Clayton Blackmore.

## Risultati

### Quarti di finale
| Squadra 1      | Risultato | Squadra 2         |
| -------------- | --------- | ----------------- |
| Liverpool      | 4-1       | Nottingham Forest |
| Manchester Utd | 1-0       | Everton           |
| Newcastle Utd  | 1-0       | Wimbledon FC      |
| QPR            | 0-2       | Arsenal           |

### Semifinali
| Squadra 1      | Risultato | Squadra 2     |
| -------------- | --------- | ------------- |
| Arsenal        | 2-1       | Liverpool     |
| Manchester Utd | 2-0       | Newcastle Utd |

### Finale
| Squadra 1 | Risultato | Squadra 2      |
| --------- | --------- | -------------- |
| Arsenal   | 2-1       | Manchester Utd |